# 갑동이
《갑동이》는 2014년 4월 11일부터 2014년 6월 21일까지 tvN에서 방영된 금토 드라마이다.

## 등장 인물

### 주요 인물
- 윤상현 : 하무염(30대 초반) 역 (아역: 정재민) - 형사, 일탄경찰서 강력계 경장
- 김민정 : 오마리아 (김재희, 20대 후반) 역 (아역: 정찬비) - 치료감호소 정신과 수련의
- 성동일 : 양철곤(50대 초반) 역 - 일탄경찰서 형사과장
- 이준 : 류태오(20대 초반) 역 (아역: 윤찬영) - 바리스타
- 김지원 : 마지울(17세) 역 - 필명 마틸다, 웹툰 ‘짐승의 길’ 작가

### 하무염 주변인물
- 정인기 : 차도혁(40대 초반) 역 (아역: 정영현) - 일탄경찰서 강력계 계장
- 강남길 : 한상훈(50대 후반) 역 - 프로파일러
- 장광 : 진조(50대 중반) 역 - 관음사 주지스님
- 조지환 : 이형년(20대 중반) 역 - 일탄경찰서 형사
- 추수현 : 오영애(20대 중반) 역 - 형사과 조사원

### 오마리아 주변인물
- 장희수 : 김영미(50대 초반) 역 - 마리아의 모친, 한 박사의 아내
- 홍인영 : 홍성희(30대 초반) 역 - 기자

### 양철곤 주변인물
- 민성욱 : 남기리(30대 초반) 역 - 일탄경찰서 형사
- 정원중 : 박중구(60대 초반) 역 - 일탄지방법원 지검장

### 마지울 주변인물
- 서주희 : 지화자(40대 후반) 역 - 마틸다의 모친, 치킨집 사장

### 그 외 인물
- 임병기 : 경찰서장 역
- 양재성 : 경찰청장 역
- 정근 : 박호석 역 - 치료감호소에 있는 남자
- 백재진 : 백만철 역 - 치료감호소에 있는 남자
- 김동영 : 김대치 역 - 치료감호소에 있는 남자
- 김민상 : 최태식 역 - 치료감호소에 있는 남자, 일명 '최신사'
- 최성재 : 형사 역
- 윤균상 : 윤균상(20대 초반) 역 - 사랑스런 막내형사
- 장희웅 : 서지훈 역 - 검사
- 유은호 : 양선주 역 (아역 : 이고은) - 양철곤의 딸
- 박정우 : 과학수사대 요원 역
- 김율리
- 김경남 : 프로파일링 수업을 듣는 학생 역
- 홍리걸
- 김종호 : 인부 역
- 김진양 : 동네 주민 역
- 김정석
- 이청미
- 전성애 : 백숙집 사장 역
- 장영 : 국과수 직원 역
- 아주 : 고등학생 역
- 임세리
- 김수미
- 한지우
- 장서이 : 카페 사장 역
- 김진희 : 경찰 역
- 황인준 : 부검의 역
- 이혜미
- 홍석연 : 짚 파는 남자 역
- 박선영
- 윤빛나
- 전미정
- 홍기표
- 조정문
- 최화영
- 장호윤
- 정동규 : 경찰 관계자 역
- 김건호 : 이순심의 아버지 역
- 신정윤 : 형사 역
- 석보배 : 간호사 역
- 지성근 : 술 취한 남자 역
- 박주원
- 신치영 : 교도관 역
- 이세욱 : 정미라에게 카톡메세지를 보낸 남자 역
- 김한섭
- 김은경
- 우정국 : 조씨 역 - 학교 급사
- 박서연
- 이윤선
- 박용 : 정신건강의학과 의사 역
- 천소라 : 삼화악기의 직원 역 - 20년 전 4차 피해자 김여정의 직장동료
- 한수진
- 이영경
- 장효윤
- 조승연 : 류태오의 변호사 역
- 염정구 : 경찰 관계자 역
- 사재원 : 경기청 감찰관 역
- 송하준 : 나도형 역 - 경기청 감찰관
- 김성연
- 임태호 : 의사 역
- 서동규
- 이청희 : 치료감호소 간호사 역
- 김세인 : 김유민 역 - 5차 피해자, 화원집 딸
- 송윤영
- 이윤서
- 박정민
- 김기범
- 김상일 : 의사 역
- 박미나
- 황도영
- 이가은
- 김현성
- 김세령
- 박지연
- 최정우
- 엄태옥 : 교도관 역
- 이은영
- 이현
- 서민경 : 지화자의 지인 역
- 최인숙 : 불교 신자 역
- 정다운 : 다혜 역 - 승무원, 7차 피해자
- 김용석 : 7차 피해자 사건 목격자 역 - 비행기 기내승객
- 최주원
- 원서호
- 김명기
- 홍승철
- 최재호
- 최민 : 피터 박 역 - 류태오의 어플루엔자 병을 주장하는 변호사
- 정유민 : 이정숙 역 - 실종전단지 속 실종자, 일탄다방 직원
- 홍부향 : 시민 역
- 문창완
- 김태현
- 정성욱
- 김민경 : 김은지의 어머니 역
- 정윤선 : 김은지 역 - 여순경, 20년 전 8차 피해자, 일명 '울보'
- 신동력 : 몽타주 담당경찰 역
- 홍혜령 : 이정숙과 김은지를 아는 여자 역
- 한주영
- 전병덕 : 일본 분석원 역
- 김성익
- 공재원 : 경찰 관계자 역
- 송예주 : 최미자 역 (아역: 조수민) - 20년 전 1차 피해자
- 이동진 : 정신건강의학과 의사 역
- 장현정
- 민병욱 : 차도혁의 아버지 역
- 백승아
- 김종필
- 차래형
- 도현민
- 서희수
- 손선근 : 사진 분석가 역
- 지환
- 우상전 : 최면 전문가 역
- 김정수
- 정명준
- 신준철 : 법원 직원 역
- 김해곤 : 재판장 역
- 현정철
- 성찬호
- 김정한
- 이유일
- 이수련 : 김이경 역 - 살인사건 피해자, 실종전단지 속 실종자
- 이승호 : 김신용 역 - 갑동이를 추종하며 출소를 앞둔 수감자
- 윤성원
- 송경화 : 양철곤의 전 부인 역
- 서광재 : 교도소 관계자 역
- 강문경 : 목사 역

### 아역
- 공수민 : 혜진 역 - 갑동이에게 살해당한 여자아이
- 조연우
- 이승열 : 동자승 역
- 조왕별 : 동자승 역
- 조큰별 : 동자승 역
- 최민성
- 이하은 : 차윤아 역 - 차도혁의 딸

### 특별출연
- 현우 : 젊은시절 차도혁 역 (1화, 13~16화, 19화)
- 길별은 : 하일식 역 - 하무염의 부친 (1화, 5~7화, 9화)
- 김준구 : 묻지마 칼부림 범인 역 (1화)
- 이영은 : 이순심 역 - 짚 공예가, 2차 피해자 (2~4화)
- 박동빈 : 배상기 역 - 삼류 인터넷 기자 (3화)
- 전보미 : 기자 역 (3화)
- 사희 : 정미라 역 - 미용사, 3차 피해자 (4~5화)
- 김진근 : 류원준 역 - 류태오의 아버지, 태현실업 회장 (6화)
- 조민희 : 류태오의 어머니 역 (6화, 9~10화, 13화, 17화, 19~20화)
- 김가은 : 여고생 환자 역 (20화)

## 결방 사유
- 2014년 4월 18~19일은 이틀간 세월호 침몰 사고의 여파로 결방되었다.

## 시청률
최저 시청률과 최고 시청률은 시청률 조사회사와 지역별로 시청률에 차이가 있을 수 있습니다.
| 2014년 | 2014년   | 2014년     |
| 회차   | 방송일   | AGB 시청률 |
| ------ | -------- | ---------- |
| 제1회  | 4월 11일 | 1.514%     |
| 제2회  | 4월 12일 | 1.984%     |
| 제3회  | 4월 25일 | 1.369%     |
| 제4회  | 4월 26일 | 1.638%     |
| 제5회  | 5월 2일  | 1.771%     |
| 제6회  | 5월 3일  | 1.764%     |
| 제7회  | 5월 9일  | 1.806%     |
| 제8회  | 5월 10일 | 2.32%      |
| 제9회  | 5월 16일 | 1.724%     |
| 제10회 | 5월 17일 | 2.004%     |
| 제11회 | 5월 23일 | 1.889%     |
| 제12회 | 5월 24일 | 2.078%     |
| 제13회 | 5월 30일 | 1.675%     |
| 제14회 | 5월 31일 | 1.907%     |
| 제15회 | 6월 6일  | 2.32%      |
| 제16회 | 6월 7일  | 2.231%     |
| 제17회 | 6월 13일 | 1.854%     |
| 제18회 | 6월 14일 | 2.174%     |
| 제19회 | 6월 20일 | 2.066%     |
| 제20회 | 6월 21일 | 2.131%     |